# JIS Q 9100
JIS Q 9100:2016は、ISO 9001:2015をベースに、航空宇宙産業における特有要求事項を追加した、品質マネジメントシステムのJIS規格である。
JIS Q 9100は、米国AS9100及び欧州EN9100規格と相互認証されている。
JIS Q 9100の認証は、航空宇宙産業における品質マネジメントシステムの国際的な認証として扱われる。
ISO 9001に対するこの規格の主な追加要求事項は、クリティカルアイテム管理、重要特性管理、模倣品防止、作業移管の管理、設備・治工具管理、製品安全への認識などである。